# Vitkindad astrild
Vitkindad astrild (Delacourella capistrata) är en fågel i familjen astrilder inom ordningen tättingar.

## Utseende och läte
Vitkindad astrild är en stor och distinkt tecknad astrild i olivgrönt och grått. På huvudet syns vitt på ansikte och kinder samt tydlig svart på hakan och vidare under kinden. Ungfågeln är mörkare och mattare i färgen än adulta fåglar. Bland lätena hörs ljusa ”tssssp", medan sången är en serie visslingar som bromsas in och faller i tonhöjd.

## Utbredning och systematik
Vitkindad astrild förekommer från Guinea och Guinea-Bissau österut till Centralafrikanska republiken, sydvästra Sydsudan, nordöstra Demokratiska republiken Kongo och västra Uganda. Den behandlas som monotypisk, det vill säga att den inte delas in i några underarter.

### Släktestillhörighet
Vitkindad astrild placeras traditionellt bland olivastrilderna i släktet Nesocharis, därav det tidigare svenska trivialnamnet vitkindad olivastrild. Genetiska studier visar dock att den står nära astrilderna i Estrilda. Författarna till studien rekommenderar att den flyttas till ett eget släkte, där Delcaourella har prioritet. Numera följs rekommendationerna av de ledande taxonomiska auktoriteterna.

## Levnadssätt
Vitkindad astrild hittas i gräsrik och fuktig savann, i buskmarker nära vatten och i flodnära skogslandskap. Den ses födosöka både i träd och på marken.

## Status
Arten har ett stort utbredningsområde och beståndet anses stabilt. Internationella naturvårdsunionen IUCN listar den därför som livskraftig (LC).

## Namn
Artens vetenskapliga släktesnamn är diminutiv efter Jean Théodore Delacour (1890–1985), fransk ornitolog, upptäcktsresande, samlare av specimen och avikulturalist.